# Ohmfeldgau

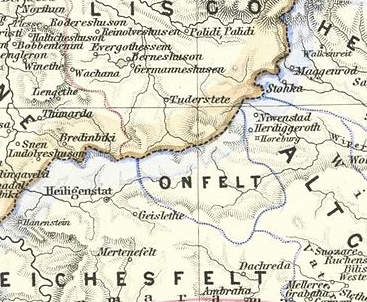
Der Ohmfelgau im Norden des thüringischen Stammesgebietes an der Grenze zu den Sachsen

Der Ohmfeldgau war ein mittelalterlicher Gau im heutigen nordwestlichen Thüringen.

## Geographie
Der Ohmfeldgau erstreckte sich etwa über das Gebiet des heutigen Ohmgebirges und angrenzende Randbereiche. Der Name scheint von dem damals als Ohmberg (auch Ohmfeld) bezeichneten Gebirge übernommen zu sein, ebenso wie die  der Orte Kaltohmfeld und Kirchohmfeld (ehemals Warmohmfeld). Noch heute gibt es im Ohmgebirge zwei Berge mit dem Namen Ohmberg. Eine weitere Herkunft wird von dem kleinen Gewässer Ohne abgeleitet (in pago Onefeld), das südlich des Ohmgebirges in die Wipper mündet.
Eine genaue Abgrenzung der Gaue ist schwierig, da sich zu unterschiedlichen Zeiträumen die Zugehörigkeiten geändert haben und nur wenige Urkunden darüber vorliegen.
Nachbargaue und nahe Gaue waren: der Liesgau mit der Mark Duderstadt im Nordwesten, der Helmegau im Nordosten, der Wippergau bzw. Altgau im Osten sowie der Eichsfeldgau im Süden und Westen.

## Geschichte
Historisch gehörte der Ohmfeldgau zum thüringischen Siedlungsgebiet an der Grenze zu den benachbarten Sachsen. Erwähnt wird er nur einmal im Schreiben eines Fuldaischen Mönches Eberhard als pago Onefelt, in dem ein Bernher und Rihmut ihre Güter dem Kloster Fulda übergeben. 1157 wurden möglicherweise diese Güter in Weißenborn in einem Tausch der Klöster Fulda und Gerode genannt.
Der Gau umfasste wohl die Ämter Worbis, Harburg, Gerode und das Gericht Bodenstein und gehörte vermutlich nicht zum Eichsfeldgau. Möglicherweise hat das Amt Harburg auch zum Wippergau gehört. Zwischen 1124 und 1573 kamen die einzelnen Ämter zum kurmainzischen Eichsfeld. Größere Besitzungen im Ohmfeldgau beziehungsweise darüber hinaus hatten die Grafen von Northeim, die Herzöge von Braunschweig und Markgräfin Richardis von Stade mit ihren Söhnen Udo und Rudolf. Richardis übergab 1124 das Kloster Gerode und die Harburg dem Mainzer Erzbischof Adalbert. Im Zusammenhang Übertragung des Klosters ist für die Zeit zwischen 1111 und 1137 ein Graf Udalricus de Wimare (Ulrich von Weimar) erwähnt, Ulrich II. von Weimar starb aber bereits 1112.
Gaugrafen waren vermutlich Burchard, Wigger II. und dessen Sohn Rüdiger. Nach dem 11. Jahrhundert kam die Gegend um das Ohmgebirge an die Grafschaft Lohra.